# 알렉산드라 타이딩스
알렉산드라 타이딩스(Alexandra Tydings, 1972년 12월 15일 ~ )는 미국의 배우, 텔레비전 배우, 영화배우이다.
워싱턴 D.C.에서 태어났다.

## 영화
- 헤라클레스와 제나 (1998년)
- 선체이서 (1996년)